# Ракульская роспись
Ракульская роспись — русский народный промысел Красноборского района Архангельской области. Роспись получила название от реки Ракулки, притока Северной Двины. Центром промысла является деревня Ульяновская (Муниципальное образование «Черевковское»). Вместе с пермогорской, борецко-тоемской и уфтюжской росписью входит в понятие росписи северодвинского типа.

## Описание
В росписи главную роль играет золотисто-охристый и чёрный цвета, а сопутствуют зелёный и коричнево-красный. Орнамент очень крупный, в основном в виде листьев, кустиков и птиц (сороки, курицы). Чёрным цветом исполнен не только контур, но и детали. Промысел возник в середине XIX века и стал затухать в 1930-е годы. Промысел возник и передавался в семье Витязевых.